# Deckregister
Das Deckregister ist ein nach § 24 der Viehverkehrsverordnung (ViehVerkV) vorgeschriebenes Dokument für Halter von Bullen, Hengsten, Ebern sowie Schaf- und Ziegenböcken, die zur Bedeckung fremder Tiere eingesetzt werden. Es muss entweder gebunden und mit Seitenzahlen versehen sein oder als Loseblattdurchschreibesystem mit nachprüfbaren systematischen Aufzeichnungen geführt werden. Es ist ein Jahr aufzubewahren und dient der Nachvollziehbarkeit von Tierkontakten im Zusammenhang mit Deck- und anderen Tierseuchen. Verstöße gegen das Führen des Deckregisters werden als Ordnungswidrigkeit geahndet.
Im Deckregister sind folgende Angaben zu dokumentieren:
1. Name und Anschrift des Tierhalters des männlichen Zuchttieres
2. Art, Rasse, Alter, Name, Abzeichen, Markierung und gegebenenfalls Zuchtnummer des Vatertieres
3. Name und Anschrift des Halters des gedeckten Tieres
4. Ohrmarkenkennummer oder anderes Kennzeichen sowie Alter und Rasse des gedeckten Tieres
5. Tag des Deckaktes.